# Świbne
Świbne est une localité polonaise de la gmina de Domaszowice, située dans le powiat de Namysłów en voïvodie d'Opole.